# Studva
La Studva (en croate : Studva ; en serbe cyrillique : Студва) est une rivière de l'est de la Croatie et du nord de la Serbie, dans la province autonome de Voïvodine. Elle mesure 37 km de long. Elle est un affluent droit du Bosut et coule entièrement dans la région de Syrmie.
Le bassin versant de la Studva couvre une superficie de 355 km2. La rivière appartient au bassin de drainage de la mer Noire. Elle est navigable sur 18 km.

## Présentation
La Studva prend sa source dans des marécages situés à l'ouest de la Syrmie, en Croatie, dans la sous-région de la Spačva, près du village de Gunja. Son cours, lent, forme des méandres et se divise en plusieurs bras marécageux à la hauteur des villages de Đurići, Drenovci, Soljani et Vrbanja.
Près des ruines médiévales de la ville de Zvezdangrad, la Studva forme une frontière naturelle entre la Croatie et la Serbie, sur une longueur de 18 km. Au village de Morović, la Studva se jette dans le Bosut.